# Anoplolepis carinata
Anoplolepis carinata är en myrart som först beskrevs av Carlo Emery 1899.  Anoplolepis carinata ingår i släktet Anoplolepis och familjen myror. Inga underarter finns listade i Catalogue of Life.